# Jérôme Jarrige
Pour les articles homonymes, voir Jarrige (homonymie).
Jérôme Jarrige, pseudonyme de Lucien de Pena, né le 24 octobre 1937, est un écrivain français, auteur de roman policier. 

## Biographie
En 2002, Jérôme Jarrige publie son premier roman, Le bandit n'était pas manchot, avec lequel il est lauréat du prix du Quai des Orfèvres 2003. C'est le premier volume d'une série consacrée au commissaire Dupin, qui mène ses enquêtes dans les Alpes-Maritimes.
Sous son patronyme, il publie en 2012 L'Argent des autres.

## Œuvre

### Romans signés Jérôme Jarrige

#### SérieCommissaire Dupin
- Le bandit n'était pas manchot, Éditions Fayard (2002)  (ISBN 2-213-61300-1), réédition Éditions Cercle polar, coll. « Suspense » (2003)  (ISBN 2-7441-6312-0)
- Corde fatale, Éditions du Flamine, coll. « Polar du temps présent » (2005)  (ISBN 2-915926-03-4), réédition Presses du Midi (2007)  (ISBN 978-2-87867-879-6)
- Le Crime du Triangle d'or, Éditions du Flamine, coll. « Polar du temps présent » (2005)  (ISBN 2-915926-07-7), réédition Presses du Midi (2007)  (ISBN 978-2-87867-891-8)
- Catiana, Presses du Midi (2007)  (ISBN 978-2-87867-904-5)
- Avec tant d'amour, Presses du Midi (2010)  (ISBN 978-2-8127-0199-3)
- Affaire classée, Presses du Midi (2013)  (ISBN 978-2-8127-0522-9)
- Vengeance aveugle, Presses du Midi (2015)  (ISBN 978-2-8127-0723-0)
- À corps perdu, Presses du Midi (2017)  (ISBN 978-2-8127-0900-5)

#### Autre roman
- Chaïma ou Les Démons du passé, Presses du Midi (2010)  (ISBN 978-2-8127-0142-9)

### Roman signé Lucien de Pena
- L'Argent des autres, Calmann-Lévy, coll. « Collection dirigée par Jeannine Balland » (2012)  (ISBN 978-2-7021-4293-6)

## Prix et distinctions

### Prix
- Prix du Quai des Orfèvres 2003 pour Le bandit n'était pas manchot[1]